# Пратьекабудда
Пратьекабудда (санскр. प्रत्येक बुद्ध, IAST: pratyekabuddha, пали: paccekabuddha, «отдельный будда») — один из типов высших личностей в буддизме наряду с типами Будды, архата и бодхисаттвы. Это тот, кто достиг нирваны совершенно самостоятельно, не вступая в буддийскую общину. Пратьекабудда живёт уединённо, не проповедует учение и не обладает всеведением. Присутствие этого слова в Трипитаке и каноне джайнов-шветамбаров и совпадение ряда имён пратьекабудд дают основание предположить заимствование понятия у древней неизвестной секты.
Махаяна выделяет наряду с «колесницей шраваков» («колесницей слушателей буддийского учения») и «колесницей бодхисаттв» («колесницей тех, чья суть — пробуждение-бодхи») — также и «колесницу пратьекабудд», которая является как бы промежуточной между «колесницей шраваков» (под которой обычно понимается хинаяна) и высшей (в данном контексте) «колесницей бодхисаттв».
Концепция пратьекабудд более разработана в махаяне, хотя само понятие встречается ещё в палийском каноне, в частности, в Махапариниббана-сутте.
Словом «Пратьекабудда» в китайской транскрипции названа пагода близ Линъяня в Китае.